# Accord de libre-échange entre Israël et l'AELE
L'accord de libre-échange entre Israël et l'AELE est un accord de libre-échange entre Israël et l'Association européenne de libre-échange, composée de l’Islande, du Liechtenstein, de la Norvège et de la Suisse. Il est signé le 17 septembre 1992 et appliqué le 1er janvier 1993. L'accord concerne la baisse des droits de douane sur les produits industriels, mais aussi les produits de la mer. Les produits agricoles ne sont pas concernés par cet accord et sont l'objet d'accord avec les états membres de l'EFTA.